# Martha Corey
Martha Corey (1619 o 1620-22 de septiembre de 1692) fue una mujer acusada y declarada culpable de brujería durante los juicios de brujas de Salem, junto a su segundo marido, Giles Corey. 
La comunidad se sorprendió al ver a Martha acusada, ya que era conocida por su piedad y dedicación a la iglesia. Martha nunca había mostrado su apoyo a los juicios de brujas, ya que no creía que las brujas o brujos existiesen y expresaba abiertamente su creencia de que los acusadores estaban mintiendo, y al enterarse de esto, dos chicas jóvenes Ann Putnam, Jr. y Mercy Lewis de inmediato la acusaron de brujería. 
Martha no era consciente del nivel de paranoia del pueblo, y cuando ella fue a juicio, era simplemente veraz sobre su inocencia y nunca dudó que sería exonerada. A medida que las niñas testificaron en su contra durante el examen, Martha le pidió al juez que no crea en los desvaríos de unos niños histéricos. Las chicas comenzaron a imitar sus movimientos como si estuvieran siendo controladas por ella. Mercy Lewis gritó: "Hay un hombre que le susurra al oído". John Hathorne preguntó a Lewis si el hombre era Satanás, luego Ann Putnam Jr. gritó que Martha Corey tenía un pájaro amarillo chupándole la mano, lo cual era suficiente evidencia para persuadir al jurado de su culpabilidad. Fue ahorcada el 22 de septiembre de 1692. Tenía 72 años.
Su marido, Giles, la defendió contra las acusaciones, y en el debido tiempo él también fue acusado de brujería. Él se negó a someterse a un juicio y fue ejecutado mediante prensado, un lento aplastamiento bajo un montón de piedras. La principal razón citada generalmente por su negativa a ser juzgado o a decir sí o no era mantener su patrimonio evitando la confiscación de sus herederos. Cuando el sheriff le preguntó cómo iba a rogar, él solo respondió pidiendo más peso. Murió el 19 de septiembre de 1692, tres días antes de que su esposa Martha fuera ahorcada. Puesto que él no había sido declarado culpable, sus bienes pasaron, de acuerdo con su última voluntad y testamento, a aquellos de sus hijos que habían mantenido su palabra de que él era inocente.

## En la cultura popular
Martha y su marido son dos personajes en el libro El Crisol de Arthur Miller (aunque Marta solo aparece fuera de escena). En 1957 y 1996, en dos adaptaciones cinematográficas de la obra de Miller, ella fue representada por Jeanne Fusier-Gir y Mary Pat Gleason, respectivamente.